# Pseudosparianthis chickeringi
Pseudosparianthis chickeringi là một loài nhện trong họ Sparassidae.
Loài này thuộc chi Pseudosparianthis. Pseudosparianthis chickeringi được Willis J. Gertsch miêu tả năm 1941.